# 大眾媒體
大眾媒體，又稱大眾傳媒，是指向廣泛受眾廣播之傳播媒體，同時是第三產業、知識產業和訊息產業。
廣播媒體通過電影、電台廣播、錄制音樂和電視等通過電子途徑傳輸信息。數字媒體包括互聯網和移動大眾通信。報紙、書籍、宣傳冊和漫畫等紙質媒體採用實物傳播信息；公告牌、標誌和招貼畫等戶外媒體則主要放置在商業建築、體育場館、商店、地鐵和公交車上。公共演說和事件組織也可以被看作是一種形式的大眾媒體。數碼媒體則包括互聯網和流動電話網絡。
互聯網媒體包括電子郵件，社交媒體站點，網站以及基於網絡的廣播和電視等服務。許多其他大眾媒體通過在網上鍊接或運行電視廣告，或在室外或印刷媒體中分發QR碼以將移動用戶定向到網站等方式，在網絡上擁有額外的存在。印刷媒體通過書籍，漫畫，雜誌，報紙或小冊子之類的物理對像傳輸信息。活動的組織和公眾演講也可以被視為大眾媒體的形式。
控制這些技術的組織，例如電影製片廠、出版社以及廣播電視台，通常也被稱作是大眾媒體。

## 定義
20世紀末，大眾媒體被分為8大產業：書籍、報紙、雜誌、錄音製品、電台廣播、電影、電視和互聯網。隨著數字交流科技在20世紀末21世紀初的快速發展，對於何種形式的媒體可以被歸類為大眾媒體的問題開始變得突出。例如，對於移動電話、視頻遊戲和電腦遊戲（例如網絡遊戲）列入其中。2000年代，一種被稱作“七大大眾媒體”的分類開始流行，根據發明時間排序，它們分別是：
1. 印刷（包括圖書、小冊、報紙、雜誌等）：自十五世紀後期開始。
2. 錄音（包括黑膠唱片、磁帶、卡式錄音帶、CD、DVD等）：自十九世紀後期開始。
3. 電影約從1900年開始。
4. 電台廣播約從1910年開始。
5. 電視約從1950年開始。
6. 網際網路約從1990年開始。
7. 行動電話約從2000年開始。

### 特征
根据剑桥大学约翰·汤普森的研究，大众媒体共有5大特征：
- “包括生产和传播的技术及制度方法”，这在媒体发展史上反应的很明显，它们都有自己的商业用途。
- 包含“符号形式的商品化”，材料的生产依赖于其制造和销售大量作品的能力。例如电台依赖其出售给广告商的播出时间，而报纸则依赖于其出售的版面。
- “隔离开信息的生产制造和接收”。
- 同制造者相比，它“在时间和空间上的广泛传播” 。
- “信息分发”——是一种“一对多”的交流模式，产品大量生产并分发给大量受众。

## 形式

### 广播媒体
广播媒体的内容播出顺序被称为档期。电视和电台广播节目都是通过广播频道传播的。
有线电视节目通常会和电视、电台同时播出，但是受众更窄。
某个播出组织会在同一时间通过不同频道播出多套节目。而同时也会有两个或以上的组织共享一个频道，他们各自在一天内固定的时段使用该频道。

### 电影
电影既可指某一单一动态影像作品，也可以指整个领域。电影是由录制人员创作，使用摄像机记录的，或者是使用动画技巧或者特殊效果创作出的。其包含一系列单一的画面，但是当这些画面连续快速播放时，就给观众一种动态影像的感觉。由于視覺暫留效果，画面之间的闪烁并不会被察觉。另外造成人们感觉画面是动态的心理效果是贝塔运动.
很多人都将电影视作一种重要的艺术形式：电影可以娱乐、教育、开化并启发观众。通过配音和字幕翻译电影传达的信息，任何电影都可以获得全世界的关注。电影也是由某一特定文化创造出的手工品，可以反映并反过来影响其文化。

### 电子游戏
电子游戏是指人通过电子设备（如电脑、游戏机及手机等）进行的一种娱乐方式。在日常使用中，“电脑游戏”或者“PC游戏”通常指在个人电脑上进行的游戏；电视游戏则是在专门设计的游戏平台上玩的游戏，通过和标准的电视机互动完成；街机游戏则是指专门为设计给街头路人每次付费有偿玩的游戏。电子游戏还包括：移动电话、个人数字助理、高级计算器等上的游戏。

### 互联网

#### 博客
随着互联网的快速发展，博客也变得无处不在。博客是一般由个人维护的网站，其中内容主要是评论、时间描述或者一些如图片、视频等互动媒体。博客中的文章往往按照时间先后逆向排序，最新撰写的博文会出现在最上面。许多博客提供有关某一特定话题的评论或欣慰；其他功能主要是个人在线日记。一个典型的博客包括有文字、图片、图标、链往其他博客、网页或相关媒体的链接。对于许多博客而言，读者可以在留言区同博主交流是很重要的一部分。博客主要以文字为主，但是其他形式的博客也开始兴起。微博客是另一种类型的博客，其中的博文长度都很短小。

#### RSS订阅
RSS是一種聚合新聞和類新聞網站的格式，類新聞網站包括像是Wired之類主要的新聞網站、像Slashdot社群網站、以及個人的部落格。RSS檔案包含了全文或是節錄的文字，再加上發用者所訂閱之網摘佈資料和授權的元數據。讀者可以依需求訂閱不同網站的RSS，當網站有更新時，網站會送出RSS，讀者可以配合瀏覽器或是其他軟體更新的部份內容或全部內容。RSS可以使讀者用自動的方式和網站互動，不需固定進入一網站也可以知道網站更新的內容，而且訂閱內容時不需提供電子信箱等個人資訊。

#### 播客
播客是一系列电子媒体文件，通过互联网传播，在便携式媒体播放器和电脑上播放。播客可以指上述用互联网传播媒文件的形式、电子媒体文件本身，也可指製作上述電子媒體文件的人。

### 印刷媒体

#### 图书

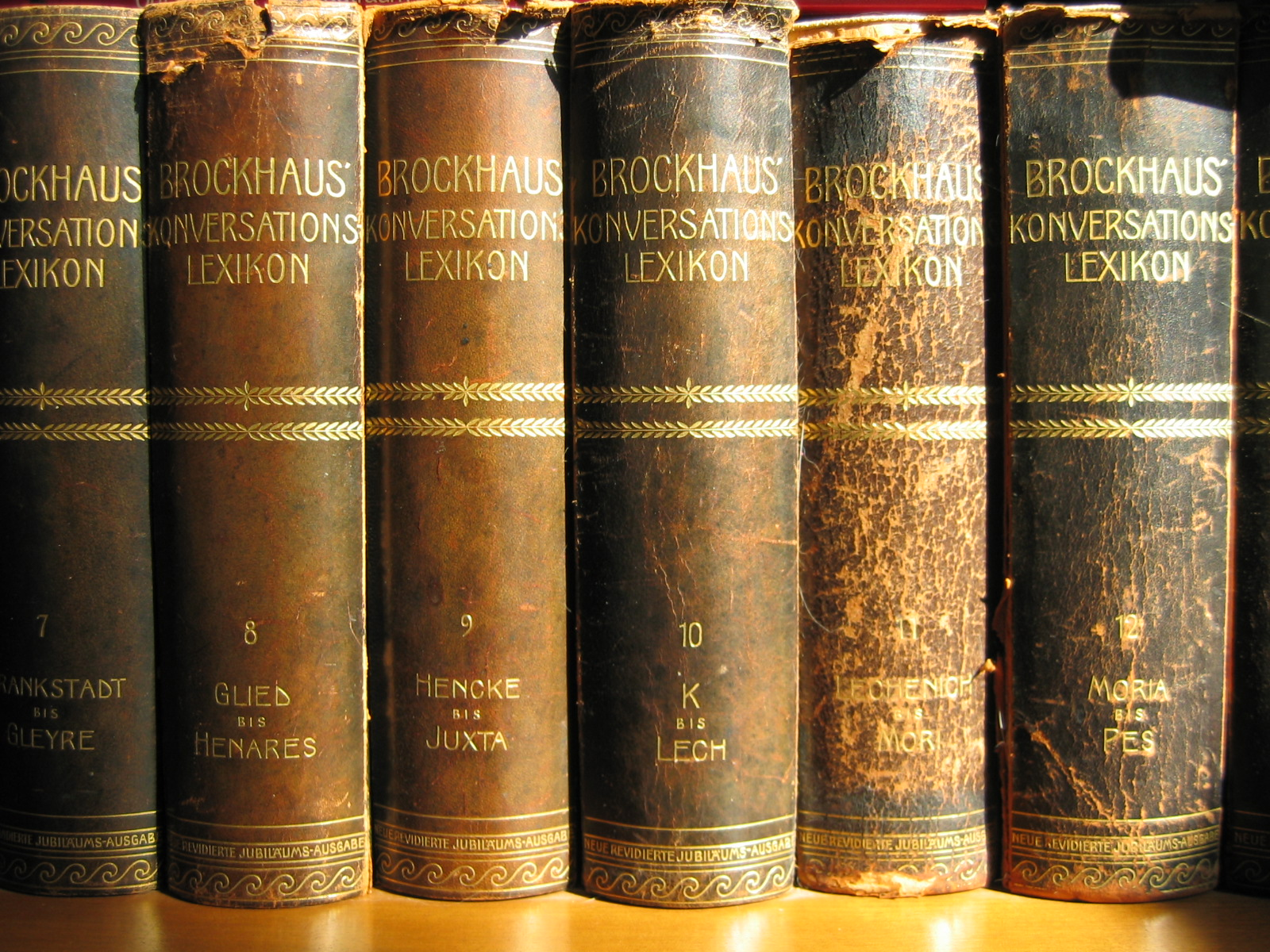
布羅克豪斯社交词典，1902年

图书是一系列印有文字的纸张，一侧装订在一起，通过封面包裹起来。电子格式发布的书籍被称作电子书。

#### 杂志
杂志是一个周期性的出版物，其中包含多样的文章，主要通过广告和/或读者购买来获得资金。
杂志一般分为消费者杂志和商业杂志两类。

#### 报纸
报纸是包含新闻、信息和广告的出版物，通常印刷在成本较低的新闻纸上。报纸可能有或没有特定兴趣指向，通常按日或周发行。第一张印刷报纸出版于1605年，在电台和电视的竞争之下，此类媒体依然繁荣发展。但是近来互联网的兴起对于报纸商业模式有着重大打击。

## 目的

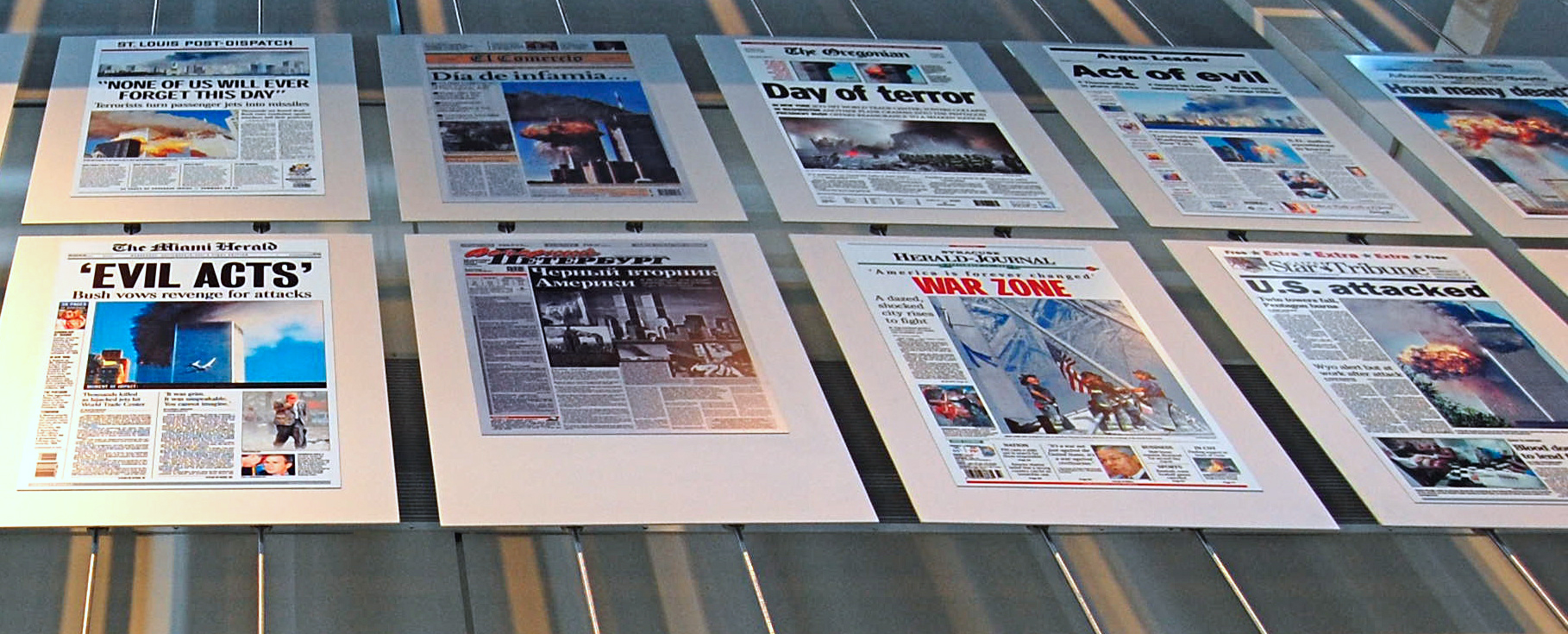
在华盛顿特区新闻博物馆中陈列的911次日全美及世界各地区的报纸头条。

大众媒体不仅仅局限于新闻，尽管人们往往会误解这一点。它们可以用作如下目的：
- 倡導，可以为商业或社会服务。包括有广告、市场营销、政治宣传、公共关系以及政治沟通。
- 娱乐，传统的方式是通过表演、音乐、体育、电视节目以及阅读；自从20世纪后期，电子游戏开始兴起。
- 公共服务公告以及预警。[8]

## 分級制度
各國政府為了區分各年齡層適宜閱聽的大眾媒體出版品，制定內容分級制度及法律。
- 電視分級制度
  -  電視節目分級處理辦法
  -  出版品及錄影節目帶分級辦法
  -  香港電視節目分類制度
  -  美國電視分級制度
- 電影分級制度
  -  電影片分級處理辦法
  -  香港電影分級制度
  -  美國電影分級制度
- 電子遊戲分級系統
  -  遊戲軟體分級管理辦法

## 道德问题和批评
缺乏对本地或特定话题的关注是对大众媒体的常见批评。大众新闻媒体为了满足更广大读者群的需求，不得不选择播报国家或者国际新闻。这样它们常常会忽视一些很有趣或者很重要的本地新闻，因为对于大多数读者来说他们并没有兴趣。
但有時大眾媒體會出現過於重視社會新聞，忽略其他議題的情形：大眾媒體（尤其是電視）很注重收視率，而當一些社會新聞出現時，相關報導的收視率都會上昇，因此新聞會集中在特定社會新聞的相關報導，忽略大眾不一定有興趣的事件。
“大众”一词就意味着媒体产品的受众是由大量被动接受、无差别的个体组成。这种印象连同早年对于大众文化和世俗社会的批评，让人们认为大众媒体对于现代社会生活有着负面影响，创造一种模糊而同质的文化，取悦个体而不会让他们有挑战的机会。但是，交互式的数字媒体的读者已经不再只是被动接受。
20世纪50年代开始，在一些达到更高工业化程度的国家里，影院、电台、电视等大众媒体在政治力量中扮演关键角色。近期的研究显示，媒体所有权有着不断集中化的趋势，许多媒体产业已经高度集中，由少数公司掌控。

## 參看
- 媒體
- 傳播媒體
- 公民媒體
- 新聞媒體
- 大眾傳播
- 互联网审查

## 延伸阅读
- Blanchard, Margaret A. . Fitzroy Dearborn. 1998  [2013-03-13]. ISBN 978-1-57958-012-4. （原始内容存档于2013-05-11）.
- Fourie, Pieter J. . Juta and Company. 2008  [2013-03-13]. ISBN 978-0-7021-7692-0. （原始内容存档于2013-05-11）.
- Martin, James B. . Nova. 2002  [2013-03-13]. ISBN 978-1-59033-262-7. （原始内容存档于2013-05-11）.
- Wilke, Jürgen. . Institute of European History. 2011  [2013-03-13]. （原始内容存档于2019-09-12）.
- Violaine Hacker, « Citoyenneté culturelle et politique européenne des médias : entre compétitivité et promotion des valeurs », Nations, cultures et entreprises en Europe, sous la direction de Gilles Rouet, Collection Local et Global, L’Harmattan, Paris, pp. 163–184